# فرنسيسكو كوستا
فرنسيسكو كوستا (بالبرتغالية: Francisco Costa‏) هو مصمم أزياء برازيلي، ولد في 10 مايو 1964 في البرازيل.